# NGC 2227
NGC 2227 је спирална галаксија у сазвежђу Велики пас која се налази на NGC листи објеката дубоког неба.
Деклинација објекта је - 22° 0' 17" а ректасцензија 6h 25m 57,9s. Привидна величина (магнитуда) објекта NGC 2227 износи 12,6 а фотографска магнитуда 13,3. Налази се на удаљености од 29,489 милиона парсека од Сунца. NGC 2227 је још познат и под ознакама ESO 556-23, MCG -4-16-4, IRAS 06238-2158, PGC 19030.